# Dolopszok
A dolopszok Délnyugat-Thesszáliában (Dolopia) és Szkürosz szigetén lakó félbarbárnak számító görög néptörzs voltak. Tagjai voltak a 12 népet magában foglaló delphoi amphiktüoniának.
Athén szerint kalózkodásukkal veszélyeztették az égei-tengeri hajózást, ezért Miltiadész fia Kimón vezetésével az athéniak elfoglalták Szküroszt. Bár erre nekik az a tény, hogy Szkürosz félúton feküdt Athén és a fekete-tengeri gabonaimport miatt stratégiailag fontos Hellészpontosz között, önmagában is elég okot adhatott. Az athéniaknak mitikus okuk is akadt, Szküroszon volt Thészeusz sírja, amit csodálatos égi jelek folytán Kimón meg is talált, és a maradványokat hazavitte Athénba, ahol az Agorán felállított szentélyben helyezte el őket.
Az i. e. 4. századra több más kisebb görög népcsoporttal együtt (malisziak, magnészok, ainisziak, perrhaiboszok) függő helyzetbe kerültek a thesszáliát domináló thesszaloszoktól. Később az aitól szövetség és a makedónok versengtek területükért. A római császárkorra eltűntek, beolvadtak a thesszáliaiakba.

## A dolopszok a mitológiában
A mitológia Dolopsz Hermész fia volt, akit a dolopszok ősének tekintettek. Az athéni Thészeusz a Szkürosz szigeti dolopszok királyánál, Lükomédésznél keresett menedéket, miután Athénban Menesztheusz ragadta magához a hatalmat. Lükomédész lánya, Thetisz rejtette el az ifjú Akhilleusz, hogy annak ne kelljen elmennie a trójai háborúba.